# Milena Klasová
Milena Klasová (* 17. dubna 1944 Brno) je bibliografka a knihovnice, teoretička současného umění, zejména skla, keramiky a sochařství, kurátorka výstav současného umění

## Život
Po absolvování Jedenáctileté střední školy v Praze 1 a Osvětové střední školy v Praze 1 (1961-1963) byla od roku 1964 zaměstnaná jako knihovnice na Vysoké škole uměleckoprůmyslové v Praze, od roku 1974 jako ředitelka knihovny. V letech 1965-1970 studovala na Fakultě sociálních věd a publicistiky Univerzity Karlovy. Roku 1975 obhájila na Filozofické fakultě Univerzity Karlovy rigorózní práci Knihovna Vysoké školy uměleckoprůmyslové v Praze (zal. 1885) v návaznosti na knihovnu UPM, její budovatelé a vzácné fondy.
V letech 1980-1993 pracovala jako bibliografka v Ústavu teorie a dějin umění ČSAV (po roce Ústav dějin umění Akademie věd České republiky). Je spoluautorkou publikací Československá uměleckohistorická bibliografie za roky 1981-1987.
Od roku 1994 je ve svobodném povolání a působí jako autorka a kurátorka výstav současného umění. Publikuje v časopisech Art and Perception, Ateliér, Bydlení, Keramika a sklo, Keramik Magazin, Umění a řemesla, Zlatý máj.

## Dílo
Již během studií se specializovala na krásnou knihu, grafiku, ilustrace a písmo. Zabývala se dětskými učebnicemi (Slabikáře I a II), autory dětských knih (Zakladatelé knih pro děti) a ilustracemi dětských knih (Čeští ilustrátoři dětských knih). Od roku 1991 se jako teoretička věnuje umělecké keramice, sochařství, užitému umění a uměleckému sklu. Je autorkou monografie Stanislava Libenského a Jaroslavy Brychtové.

### Publikace (výběr)
- Československá uměleckohistorická bibliografie za rok 1981 s dodatky, ÚTDU ČSAV 1983 (s M. Nešlehovou, F. Kresákem)
- Československá uměleckohistorická bibliografie za rok 1983, ÚTDU ČSAV 1985 (se Z. Všetečkovou, F. Kresákem)
- Československá uměleckohistorická bibliografie za rok 1984 (česká část), Praha 1986 (se Z. Všetečkovou)
- Československá uměleckohistorická bibliografie za rok 1985, Praha 1988 (se Z. Všetečkovou, J. Medveckým)
- Československá uměleckohistorická bibliografie 1986-1987, Praha 1993 (s J. Roháčkem)

#### Monografie
- Jindra Viková, Praha, vl. n. autorky 1997
- Libenský / Brychtová, 280 s., nakl. Gallery (Jaroslav Kořán), Praha 2002, ISBN 80-86010-53-8[2]
- Stanislav Libenský Vázy 1947-1948, vyd. Jaroslava Brychtová, Praha 2003
- Stanislava Kavanová, 59 s., vl. nákl., 2004
- Elžbieta Grosseová, Praha, vl. n. 2008
- Hana Novotná, Brno, vl. n. autorky, ISBN 978-80-260-5610-2
- Stanislav Vajce, 228 s., Galerie Klatovy / Klenová 2015, ISBN 978-80-87013-58-8
- Iva Ouhrabková: Dotýkání, Nakladatelství Meander, 2016

### Katalogy (výběr)
- Jiří Blažek: Knižní grafika, 1988
- Emilie Hostašová: Textil a obrazy, Dílo, 1990
- Marcela Vajceová, Dílo, 1990
- Keramika 91, Unie výtvarných umělců 1991 (s D. Tučnou)
- Socha hlína (keramické plastiky), Galerie umění Karlovy Vary 1992, ISBN 80-85014-11-4, Středočeská galerie 1992, ISBN 80-85014-11-4
- Socha a hlína podruhé, Mánes, Praha 1994
- Ondřej Vajce, vl. n., 1994
- Stanislava Kavanová: Sochy (Tvorba z let 1986–1996), 1996
- Raum und Gleichgewicht, Tschechisches Zentrum Wien 1997
- Aus dem tschechischen Bildhauerschaffen, Das Tschechische Zentrum, Wien 1998
- Od nádoby k soše (Současná česká keramika), Galerie Novoměstská radnice, Praha 2000
- Zdeněk Manina: Poletíme, Rabasova galerie Rakovník 2000, G. U prstenu, Praha 2000
- Figur und Raum, Tschechisches Zentrum Wien 2000
- Zdeněk Manina: Balance, Galerie města Plzně 2002
- J. Němcová-M.Vácha-K.Peřina, Tschechisches Zentrum Wien 2002
- Milan Vácha: Sochy a kresby, Špačkova galerie v Lysolajích 2004
- European Ceramic Context 2006, česká sekce, Bornholm 2006
- Stanislav Libenský-Jaroslava Brychtová, Cafesjian Center for Arts, Jerevan 2008
- Živý svět Anny Vojtěchové, GVU Havlíčkův Brod 2017
- Jan Kavan: Nepravděpodobný realizmus grafik a kreseb, Galerie Hollar, Praha 2017

#### Spoluautor katalogů
- Zdena Fibichová, 40 s., vyd. V. Preclík, Praha 1993 (s F. Šmejkalem)
- Four glass schools, Art Glass Centre International, Schalkwijk 1995 (s Kristiánem Sudou)
- Stanislav Libenský, Jaroslava Brychtová: I Grandi Vetri. Sculture e Disegni, Bergamo 1998
- Stanislav Libenský, Jaroslava Brychtová, 140 s., Nakladatelství Karolinum 2000 (s J. Šetlíkem, Susanne K. Frantz)
- Hana Purkrábková: Vybraná společnost, Karel Pauzer: Trochu přírodopisu, SGVU v Litoměřicích 2004, ISBN 80-85090-56-2 (s E. Petrovou, K. Sudou)
- Pavel Knapek: Čáry - stíny - duše, GU Karlovy Vary 2021

### Kurátor (výběr)
- 1991 Československá keramika ´91, Galerie Mánes, Praha, Okresní muzeum, Vsetín, Bratislava
- 1991 Socha a hlína, Středočeská galerie-Karolinum, Praha, Galerie umění Cheb, Galerie umění Karlovy Vary-Ostrov
- 1994 Socha a hlína podruhé, Galerie Mánes a Galerie U Prstenu Praha
- 1996 Jindra Viková, Galerie U Prstenu, Praha, Univerzitní galerie Plzeň
- 1996 Slyšme hlas, Klášter Premonstrátů na Strahově, Praha
- 1997 Raum und Gleichgewicht (Klimeš, Peřina, Vachtová, Vajce, Zoubek), Tschechisches Zentrum Wien
- 1998 Jindra Viková, Galerie umění Karlovy Vary
- 1998 Aus dem tschechischen Bildhauerschaffen (Bartůněk, Kašpar, Kavanová, Matouš, Středa), Tschechisches Zentrum Wien
- 2000 Od nádoby k soše. Současná česká keramika, Novoměstská radnice, Praha
- 2000 Stanislav Libenský-Jaroslava Brychtová, UK –Karolinum, Praha
- 2000 Figur und Raum, (Kaifosz, Karban, Purkrábková, Volf), Tschechisches Zentrum Wien
- 2002 Zdeněk Manina: Balance, Galerie U Prstenu, Praha, Krajská galerie umění Plzeň
- 2002 J. Němcová-K. Peřina- M. Vácha, Tschechisches Zentrum Wien
- 2003 Malby uměleckých sklářů, Galerie U Prstenu, Praha
- 2013 Šárka Radová: Lidi, Alšova jihočeská galerie – Muzeum keramiky Bechyně
- 2013 Salon 2013 věnovaný sochaři Josefu Vajcemu, Staroměstská radnice Praha
- 2015 Stanislav Vajce, retrospektiva k 80. narozeninám malíře, Galerie u Bílého jednorožce, Klatovy[3]
- 2016 DOTÝKÁNÍ - Iva Ouhrabková, Galerie U prstenu, Praha
- 2017 Jan Kavan : Nepravděpodobný realizmus II : grafiky a kresby, Galerie Hollar, Praha[4]
- 2019 Dalibor Worm: Pomsta materiálu, Muzeum Teplice
- 2021 S.Kavanová – J.Kavan, Sobotka, Šolcův statek